# Aristomaque de Soles
Pour les articles homonymes, voir Aristomaque.

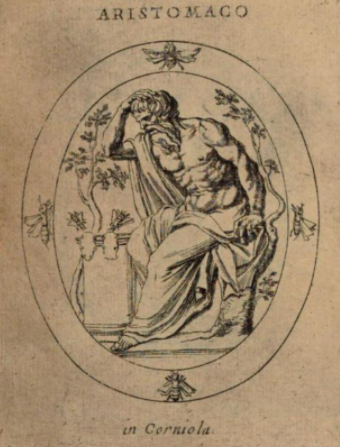
Philosophe antique identifié avec Aristomaque, dessin de Leonardo Agostini (1669) d'après une gemme antique.

Aristomaque de Soles (en grec ancien Αριστόμαχος) est un agronome grec d'époque hellénistique, actif entre le début du IIIe siècle av. J.-C. et le Ier siècle.

## Notice biographique
Originaire de Soles en Cilicie, Aristomaque s'adonne à l'histoire naturelle et il se spécialise dans l'étude des abeilles à laquelle il consacra 58 ans de sa vie. Aristote ne mentionne pas Aristomaque quand il rédige le livre X de son Histoire des Animaux, tandis que Hygin utilisera ses travaux dans son livre sur les abeilles.
Les titres de deux de ses ouvrages nous sont parvenus:
- Sur la fabrication du miel[3]
- Sur l'art d'apprêter les vins[4]

Il écrit également sur la culture des plantes, mais aussi sur la mythologie et l'astronomie.
Une cornaline antique représentant un philosophe contemplant des ruches a été identifiée comme une représentation d'Aristomaque.